# Comuna Pătulele, Mehedinți
Pătulele este o comună în județul Mehedinți, Oltenia, România, formată din satele Pătulele (reședința) și Viașu. Totodată, Pătulele este comuna cu cea mai întinsă suprafață și cu cel mai mare număr de locuitori din județ. Comuna este situată în câmpia Mehedinți și aflată într-un plin proces de  dezvoltare și modernizare.

## Activități economice
Activitățile economice sunt agricultura (cultura cerealelor, legumicultura, creșterea animalelor), apicultura, viticultura, comerțul cu amănuntul, morăritul și panificația, prelucrarea lemnului de meșteșugari cu experiență si tradiție în acest domeniu. Se organizează de asemenea săptămânal (sâmbăta) un târg comunal.

## Informații statistice
Date: numărul de locuințe: 1760, din care 1596 gospodării
Alte informații:
- grădinițe: 3,
- școli: 3,
- un centru de zi pentru educarea si gazduirea copiilor prescolari,
- biserici: 3,
- cămine culturale: 2,
- market:1

## Proiecte de investiții
Proiecte de investiții sunt canalizare, extinderea rețelei de apă în satul Viașu, reabilitarea drumurilor comunale, amenajarea modernă a stadionului comunal, reamenajarea târgului, înființarea unei săli de ceremonii și modernizarea căminelor culturale.

## Ziua Recunoștinței
Primăria împreună cu consilierii locali au hotărât să dedice prima sâmbătă și prima duminică a lunii iunie, sărbătoririi zilelor comunei, intitulând evenimentul Ziua Recunoștinței.

## Sport
Comuna are o echipă de fotbal în divizia D - Blahnița Pătulele
De asemenea, localitatea are un sediu renovat pentru clădirea primăriei și a consiliului local, iar din vara anului 2011 s-a dat spre folosință ștrandul Pătulele care este format din două bazine accesorizate și utilate modern.

## Demografie
Componența etnică a comunei Pătulele
     Români (92,17%)
     Alte etnii (0%)
     Necunoscută (7,83%)
Componența confesională a comunei Pătulele
     Ortodocși (91,61%)
     Alte religii (0,39%)
     Necunoscută (8%)
Conform recensământului efectuat în 2021, populația comunei Pătulele se ridică la 3.038 de locuitori, în scădere față de recensământul anterior din 2011, când fuseseră înregistrați 3.636 de locuitori. Majoritatea locuitorilor sunt români (92,17%), iar pentru 7,83% nu se cunoaște apartenența etnică. Din punct de vedere confesional, majoritatea locuitorilor sunt ortodocși (91,61%), iar pentru 8% nu se cunoaște apartenența confesională.

## Politică și administrație
Comuna Pătulele este administrată de un primar și un consiliu local compus din 13 consilieri. Primarul, Ion Țicu[*], de la Partidul Național Liberal, este în funcție din 2000. Începând cu alegerile locale din 2024, consiliul local are următoarea componență pe partide politice:
|  | Partid                    | Consilieri | Componența Consiliului | Componența Consiliului | Componența Consiliului | Componența Consiliului | Componența Consiliului | Componența Consiliului | Componența Consiliului | Componența Consiliului |
|  | ------------------------- | ---------- | ---------------------- | ---------------------- | ---------------------- | ---------------------- | ---------------------- | ---------------------- | ---------------------- | ---------------------- |
|  | Partidul Național Liberal | 8          |                        |                        |                        |                        |                        |                        |                        |                        |
|  | Partidul Social Democrat  | 5          |                        |                        |                        |                        |                        |                        |                        |                        |